# Magnhild Haalke
Magnhild Haalke (ur. 12 sierpnia 1885 w Vikna, Nord-Trøndelag, zm. 18 października 1984 tamże) – pisarka norweska.
Miała wykształcenie pedagogiczne. Przez 30 lat pracowała jako nauczycielka w miejscowości Sør-Odal. Debiutowała w 1935 r. powieścią psychologiczną Allis sønn. Wydała 25 książek poruszających problematykę relacji pomiędzy dziećmi a rodzicami, szczególnie między dzieckiem a matką. Pisała także o problemach społecznych i zawodowych kobiet w powoli modernizującym się społeczeństwie norweskim (trylogia Grys saga z lat 1936-1941 i „trylogia Kai Augusty” z lat 1946-1954).
Książki Haalke były wielokrotnie nagradzane m.in. Nagrodą Doubloga w 1980 r. i Mads Wiel Nygaards Endowment w 1953 r.
Jej mężem był malarz Hjalmar Kristian Haalke (1894–1964).

## Twórczość
- Allis sønn – powieść (1935)
- Åktfest – powieść (1936), Grys saga
- Dagblinket – powieść (1937), Grys saga
- På fjell sjø – opowiadania (1939)
- Trine Torgersen – powieść (1940)
- Rød haust? – powieść (1941), Grys saga
- Syv år ved havet – powieść (1943)
- Kareanna Velkde – powieść (1946), „trylogia Kai Augusty”
- Kaja Augusta – powieść (1947), „trylogia Kai Augusty”
- Røsten – powieść (1949)
- Jord som venter – powieść (1950)
- Lykkelig reise – powieść (1952)
- Drøm i galop – dramat (1953)
- Kvinneverden – powieść (1954), „trylogia Kai Augusty”
- Serinas hus – powieść (1955)
- Munter kvinne – powieść (1957)
- Dragspill – powieść (1958)
- I mai måned – powieść (1959)
- Tyve år – powieść (1960)
- Dyr og troll – książka dla dzieci (1960)
- Serinas vei – powieść (1962)
- Anemoner i Frost – powieść (1964)
- Kommer far idag? – powieść (1969)
- Sol i skugge – opowiadania (1971)
- Mot nytt liv – autobiografia (1978)